# Тарка (музичний інструмент)
Тарка (кеч., айм. tharqa) — індіанський музичний інструмент, тип флейти, поширений в Андах (відомий з часів інків). Зазвичай виробляється з деревини та має 6 дірок, що зажимаються пальцями, отвір для рота і вільний отвір на протилежному кінці. Тарка зазвийчай коротка, угловата за формою, вимагає сильного дихання та має глибокий звук.
Існують кілька варіантів тарки: велика, середня і маленька. Зазвичай всі три типи використовуються разом в ансамблі, відтворюючи ту ж саму мелодію трьома голосами з постійним інтервалом і в аккомпанементі ударних інтрументів (тінья, уанкар).